# Franziska von Corvin-Krasińska

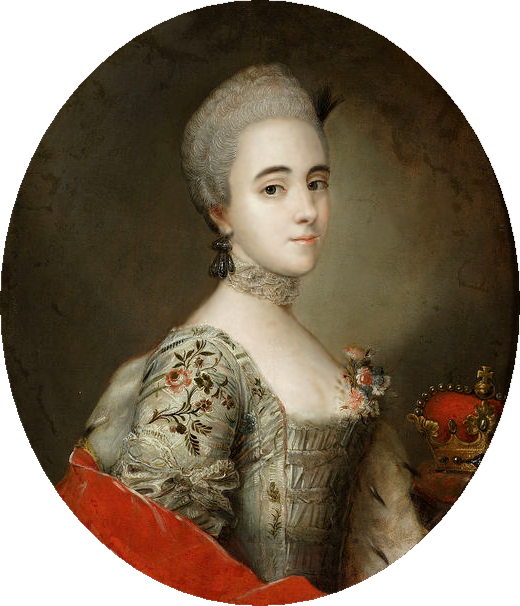
Franziska von Corvin-Krasińska

Franziska von Corvin-Krasińska (* 19. März 1742 in Maleszowa; † 30. April 1796 in Dresden), kurz Franziska Krasińska, war eine polnisch-kursächsische Adlige und Gattin des Prinzen Karl Christian von Sachsen und Polen, Herzog von Kurland und Semgallen (1733–1796). Sie entstammte als Tochter von Stanislaus von Corvin-Krasiński dem polnischen Adelsgeschlecht der Krasiński, einer der einflussreichsten Magnatenfamilien Polens.

## Leben
Franziska von Corvin-Krasińska wurde 1742 in Maleszowa in der heutigen Woiwodschaft Heiligkreuz als Tochter des polnischen Adligen Stanisław Corvin-Krasiński und dessen Gattin Aniela Humiecka geboren. Ihre Erziehung und Bildung genoss sie im heimischen Maleszowa, wo sie im Schloss ihres Vaters aufwuchs und später in Warschau. Hier wurde sie in ein Mädchenpensionat gegeben.
Durch ihre Tante Sofia Lubomirska in die Gesellschaft des polnischen Hochadels eingeführt, kam es schließlich am 1. Januar 1760 zur Begegnung mit dem Prinzen Karl von Sachsen, der ihr schon im folgenden Frühjahr einen Heiratsantrag machte und den sie noch am 4. November desselben Jahres in Warschau heimlich in Abwesenheit der Familien heiratete. Diese Ehe galt als unstandesgemäß und morganatisch, da Franziska Krasińska einem niedrigeren Adelsstand als Karl von Sachsen angehörte und der zu jener Zeit auch Herzog von Kurland und Semgallen (1758–1763) war. Der kursächsische Hof bemühte sich deshalb zeitweilig darum, dass diese Ehe wieder aufgelöst wurde, was letztlich jedoch ohne Erfolg blieb.
Nach dem Tod seines Vaters August III. 1763 bemühte sich Karl von Sachsen viele Jahre, unterstützt von seiner Gattin und der Familie Krasiński, um dessen Nachfolge auf dem polnischen Thron. 1768 kam es in Bar (heute zur Ukraine gehörend) zur Gründung der gleichnamigen Konföderation. Sie richtete sich hauptsächlich gegen den mit großer Unterstützung durch Katharina die Große ins Amt beförderten neuen König Stanisław August Poniatowski. Die Konföderation von Bar gilt bis in die Gegenwart als erster polnischer Nationalaufstand. Politisch in jener Zeit sehr engagiert, versuchte Franziska Krasińska auch hier mit Hilfe ihrer Familie Einfluss zu nehmen. Einer der Gründer dieser Konföderation, Bischof Adam Stanisław Krasiński, war ihr Onkel. Das Ergebnis dieser Bemühungen war dann auch, dass Karl von Sachsen zwischenzeitlich im November 1771 zum Königskandidaten der Konföderation von Bar avancierte. König von Polen wurde er letztlich nicht. Die Konföderation wurde bereits ein Jahr später von der Kaiserlich Russischen Armee unter großen Verlusten geschlagen. In der Folgezeit kam es zur Teilung Polens.
Da die Ehe vom sächsischen Hof nicht anerkannt wurde, lebte Franziska Krasińska vermutlich zunächst überwiegend in Polen. Erst dreizehn Jahre nach ihrer Schließung wurde die Ehe im Jahr 1776 vom polnischen Sejm offiziell anerkannt, was beiden mit der nun auch vom polnischen Staat bewilligten Pension ein standesgemäßes, ausreichendes Einkommen sicherte. Bereits im Jahr zuvor war Franziska Krasińska von Kaiser Joseph II. zur Reichsfürstin ernannt worden. Damit blieb auch ihren Nachkommen eine Standesminderung erspart.
Karl von Sachsen konnte in jenem Jahr seine Gattin schließlich nach Sachsen holen. Bereits 1774 hatte er das später nach ihm benannte Kurländer Palais in Dresden erworben. Da seine Gattin am Dresdner Hof nach wie vor nicht gern gesehen wurde, überließ man ihnen das Schloss Elsterwerda im Norden Kursachsens als Wohnsitz, wo sie sich nun hauptsächlich aufhielt. Karl selbst diente es als Sommerresidenz. Auf Grund seiner Lage war das Schloss ein hervorragender Ausgangspunkt für ausgedehnte Jagden in den umliegenden Wäldern, wie der Liebenwerdaer und der Annaburger Heide sowie im unmittelbar ans Schloss grenzenden Schraden.
Im Alter von 37 Jahren wurde sie mit der Geburt ihrer Tochter Maria Christina von Sachsen im Jahr 1779 noch Mutter. Es sollte ihr einziges Kind bleiben. In Elsterwerda verbrachte Franziska Krasińska dann auch den Rest ihres Lebens. Im April 1796 verstarb sie nach zweijähriger Leidenszeit an Brustkrebs. Wenige Monate später verstarb auch Karl von Sachsen. Beide wurden im katholischen Kloster St. Marienstern bei Panschwitz-Kuckau beerdigt.

## Nachkommen

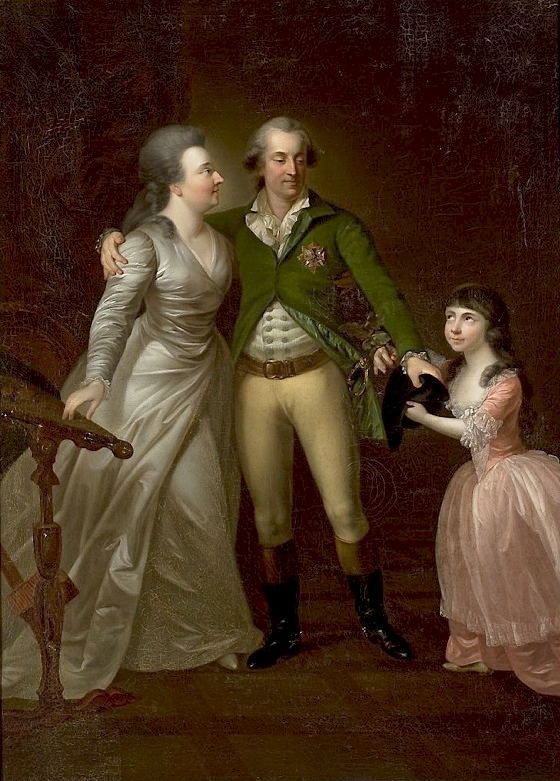
Franziska Krasińska mit ihrem Gatten Karl von Kurland und Tochter Maria Christina

Durch Franziskas Ernennung zur Reichsfürstin war ihren Nachkommen eine Standesminderung erspart geblieben und ihr einziges Kind Maria Christina konnte später standesgemäß nach Italien verheiratet werden.
Durch die Vermählung Maria Christinas mit dem Fürsten von Carignan Karl Emanuel Ferdinand von Savoyen (1770–1800) ein Jahr nach dem Tod ihrer Eltern wurde Franziska Krasińska letztlich zur Stammmutter der letzten italienischen Könige. Maria Christinas Sohn Karl Albert wurde nach dem frühen Tod seines Vaters bereits im Alter von 2 Jahren Fürst von Carignan. Bis zu seiner Volljährigkeit stand er allerdings noch unter der Vormundschaft seiner Mutter. Im Jahr 1831 wurde Karl Albert schließlich König von Sardinien.
Dessen Sohn Viktor Emanuel (1820–1878) übernahm 1861 die Regentschaft des neu entstandenen Königreichs Italien, welches bis 1946 Bestand haben sollte. Viktor Emanuel war mit Adelheid von Österreich (1822–1856) verheiratet, ebenfalls einer Urenkelin Franziska Krasińskas.

## Nachleben
Bereits am Anfang des 19. Jahrhunderts beschäftigte sich die polnische Schriftstellerin Klementyna Hoffmanowa mit dem Leben der Franziska Krasińska. Sie veröffentlichte im Jahr 1825 das Tagebuch der Franciszka Krasińska, welches in mehrere Sprachen übersetzt wurde.
Krasińskas außergewöhnliche Schönheit war legendär. In der Ballade Die Tochter der Sonne vom Dichter und Schriftsteller Richard Dehmel (1863–1920), welche er einst Polen widmete, wurde Franziska Krasińska als Fräulein von Sandomir zur tragischen Hauptgestalt.
In der Gegenwart erforschen inzwischen mehrere polnische Historiker die Familiengeschichte der Krasińskis, wodurch auch Franziska Krasińska in den Fokus rückte. Um den historischen Stellenwert der Krasińska zu ermitteln, wurden ihr Leben und ihre politischen Aktivitäten, vor allem während der Konföderation von Bar, Gegenstand weiterer Nachforschungen.
Auch im heute zu Brandenburg gehörenden Elsterwerda, wo sie mehr als zwanzig Jahre ihres Lebens verbrachte, sind seit einigen Jahren Mitglieder des örtlichen Heimatvereins auf der Suche nach Spuren dieser Persönlichkeit, wodurch es intensiven Kontakt nach Polen gibt. In deren Folge gab es bereits mehrere Forschungsreisen nach Polen und Veröffentlichungen in der Regionalpresse sowie im von der Bad Liebenwerdaer Arbeitsgemeinschaft für Heimatkunde herausgegebenen Heimatkalender für das Land zwischen Elbe und Elster zum Thema.